# Communauté de communes Jura Sud
Die Communauté de communes Jura Sud ist ein ehemaliger französischer Gemeindeverband mit der Rechtsform einer Communauté de communes im Département Jura in der Region Bourgogne-Franche-Comté. Sie wurde am 30. Dezember 1999 gegründet und umfasste 17 Gemeinden. Der Verwaltungssitz befand sich im Ort Moirans-en-Montagne.

## Historische Entwicklung
Der Gemeindeverband fusionierte mit Wirkung zum 31. Dezember 2019 mit seinen Nachbarverbänden:
- Communauté de communes de la Région d’Orgelet
- Communauté de communes Petite Montagne und
- Communauté de communes du Pays des Lacs

zum neuen Gemeindeverband Terre d’Émeraude Communauté.

## Ehemalige Mitgliedsgemeinden
1. Chancia
2. Charchilla
3. Châtel-de-Joux
4. Coyron
5. Crenans
6. Étival
7. Jeurre
8. Lavancia-Epercy
9. Lect
10. Les Crozets
11. Maisod
12. Martigna
13. Meussia
14. Moirans-en-Montagne
15. Montcusel
16. Vaux-lès-Saint-Claude
17. Villards-d’Héria